# 30225 Ellenzweibel
30225 Ellenzweibel este o planetă minoră (asteroid), cu un diametru de 5,981 km, din centura de asteroizi. A fost descoperită pe 4 aprilie 2000 la Stația Anderson Mesa de Lowell Observatory Near-Earth-Object Search. 
Obiectul prezintă o orbită caracterizată de o semiaxă mare de 3,1185183 UAi, o excentricitate de 0,13, o înclinație de 1,05233 ° în raport cu ecliptica.